# Xénobot
Ne doit pas être confondu avec xenobots.

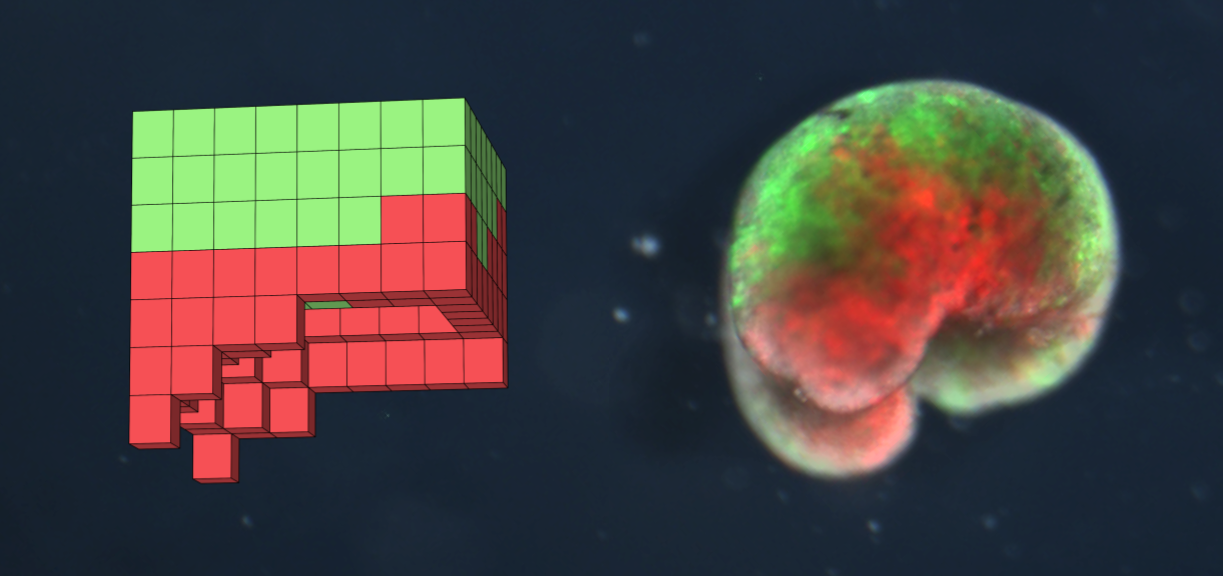
Xénobot virtuel et xénobot réel construit à partir de peau de grenouille (en vert) et de muscle cardiaque (en rouge).

Un xénobot, nommé d'après la grenouille africaine à griffes (Xenopus laevis), est un micro-robot auto-réparateur.

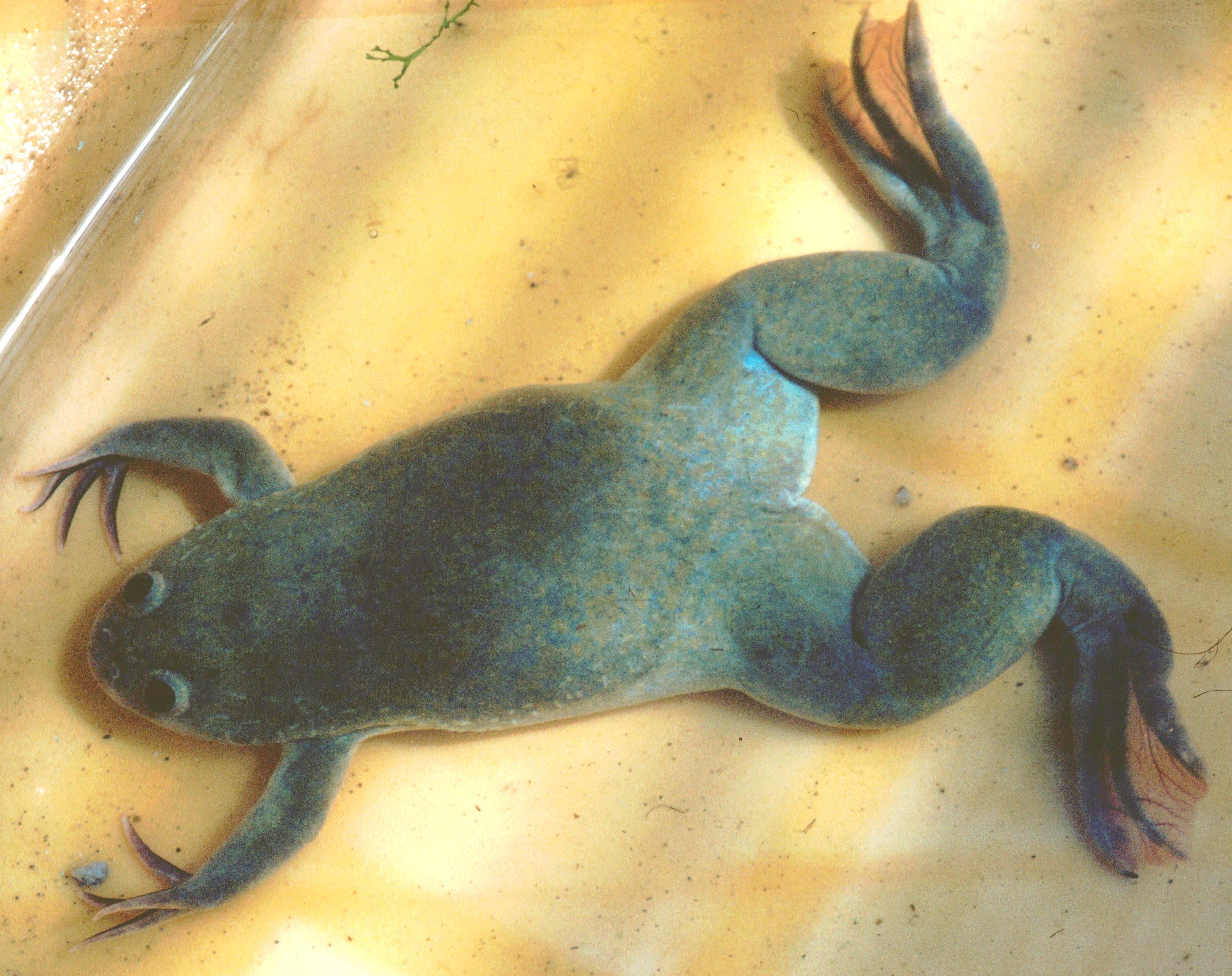
Xenopus laevis, l'animal éponyme dont les tissus permettent la fabrication des xénobots.

## Description
Un xénobot est une machine biologique de moins d'un millimètre de large, suffisamment petite pour voyager à l'intérieur du corps humain. Il peut « marcher » et nager, survivre pendant des semaines sans nourriture et travailler en groupe, guérir seul tout en continuant à travailler.

## Fabrication
Le xénobot est constitué de cellules de peau et de cellules cardiaques, des cellules souches récoltées à partir d'embryons de grenouilles. La sélection des cellules se fait via un algorithme, en fonction de leur capacité à créer des « cils », leur permettant de se mouvoir dans les fluides entourant les cellules.
Une fonction importante est de pouvoir enregistrer des informations, susceptibles de modifier le comportement et les actions du robot. Des essais avec de l'ARN messager ont été faits pour implémenter avec succès une reconnaissance de la lumière.

## Applications
Les xénobots pourraient être utilisés pour nettoyer les déchets radioactifs, collecter des microplastiques dans les océans.
La taille de 500 micromètres empêchent les xénobots de se mouvoir dans de fins capillaires, mais des tailles plus petites sont possibles et devraient permettre le transport de médicaments dans le corps humain ou l'élimination des plaques d'athérome ou les cellules cancéreuses.
Contrairement aux robots mécaniques, ils ont une capacité de reconstitution et d'autoréparation. De plus, ils sont supposés pouvoir survivre dans des environnements aqueux sans nutriments supplémentaires pendant des semaines ; les rendant ainsi adaptés pour l'administration interne de médicaments.